# Magdalena Krupa
Magdalena Krupa (* 4. Dezember 1987) ist eine polnische Naturbahnrodlerin. Sie nahm in der Saison 2004/2005 an zwei Weltcuprennen teil.

## Karriere
Krupa nahm zweimal an internationalen Juniorenmeisterschaften teil: Bei der Junioreneuropameisterschaft 2005 in Kandalakscha erzielte sie unter 16 Rodlerinnen den 13. Platz, doch bei der Juniorenweltmeisterschaft 2006 in Garmisch-Partenkirchen kam sie nur als 18. und Letzte ins Ziel. Im Weltcup war Krupa lediglich in der Saison 2004/2005 bei zwei Rennen am Start. Zum Saisonauftakt belegte sie in Longiarü als 13. den vorletzten Platz, doch am Saisonende ließ sie als Zwölfte immerhin vier Rodlerinnen hinter sich. Weitere Weltcupstarts folgten nicht, aber bis zur Saison 2007/2008 nahm sie noch vereinzelt an Rennen im Interkontinentalcup teil. Auch Starts bei den Polnischen Meisterschaften blieben ab 2008 zunächst aus, doch 2011 nahm sie wieder an den nationalen Titelkämpfen teil und erreichte hinter Wioletta Ryś den zweiten Platz im Einsitzer. Im Jahr 2006 war sie als Dritte im Einsitzer zum ersten Mal bei den Polnischen Meisterschaften am Podest gestanden.

## Erfolge

### Juniorenweltmeisterschaften
- Garmisch-Partenkirchen 2006: 18. Einsitzer

### Junioreneuropameisterschaften
- Kandalakscha 2005: 13. Einsitzer

### Weltcup
- 2 Top-15-Platzierungen